# فرودگاه پانچوو
 فرودگاه پانچوو (به انگلیسی: Pančevo Airport) یک فرودگاه غیرنظامی با کد یاتا QBG است که یک باند فرود چمن دارد و طول باند آن ۱۰۰۰ متر است. این فرودگاه در کشور صربستان قرار دارد و در ارتفاع ۷۷ متری از سطح دریا واقع شده‌است.